# Antonio Chacón

Antonio Chacón, ca. 1910

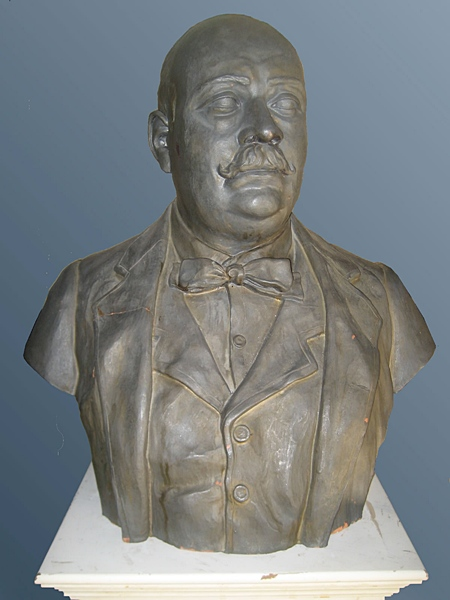
Büste von Antonio Chacón

Antonio Chacón oder Antonio Chacón García (* 1869 in Jerez de la Frontera; † 21. Januar 1929 in Madrid) war ein spanischer Flamencosänger. Er gilt als einer der besten Flamencosänger seiner Epoche und wurde respektvoll Don Antonio (Chacón) genannt.

## Leben

### Die Anfänge
Die leiblichen Eltern von Antonio Chacón sind unbekannt. Gleich nach seiner Geburt wurde er von einem Schuhmacher adoptiert und wuchs in dessen bescheidenem Haushalt auf. Der Ziehvater wollte, dass Antonio Böttcher werden sollte. Dieser trieb sich jedoch bei jeder Gelegenheit vor den Bars und Cafés herum, um von draußen den Sängern zuzuhören, und sang selbst bei Feiern im Stadtviertel. Mit 10 Jahren arbeitete er als Aushilfe in einer Küferei, gab diese Arbeit jedoch alsbald wieder auf. Mit 12 oder 13 Jahren schloss er sich zusammen mit dem Gitarristen Javier Molina und einem von dessen Brüdern, dem Tänzer Antonio Molina. Gemeinsam traten sie zunächst in Jerez und dann auch in den Städten und Dörfern der Provinz Cádiz auf. Die Tour begann 1884 in Arcos de la Frontera und dauerte schließlich vier Jahre. Sie reisten weiter nach Sevilla und Sanlúcar la Mayor, bereisten die gesamte Provinz Huelva und gelangten über Cádiz zurück in die Heimatstadt Jerez. Während der langen Tournee waren sie künstlerisch gereift, unter anderem durch die Begegnung mit anderen Künstlern wie Salvaoriyo de Jerez, den sie in Huelva kennengelernt hatten. Aus dessen Repertoire übernahm Antonio Chacón einige Soleares, Seguiriyas, Polos und Cañas.

### In den Cafés cantantes
Den entscheidenden Impuls erhielt Antonio Chacóns Karriere durch eine Begegnung mit dem Sänger Enrique Jiménez Fernández, genannt Enrique el Mellizo. Dieser hörte ihn in einer Gaststätte singen und überzeugte den Ziehvater, dass der Sohn nach Cádiz umzöge und dort gemeinsam mit ihm im Café cantante auftrete. Von Enrique el Mellizo lernte Antonio Chacón die Malagueña, seine künftige Paradedisziplin.
Von Cádiz aus verbreitete sich sein Ruf über Andalusien. Silverio Franconetti, Eigentümer des Café de Silverio in Sevilla und selbst einer der bekanntesten Sänger Andalusiens, lernte ihn 1886 in Cádiz kennen und nahm ihn im selben Jahr unter Vertrag. Pro Auftritt erhielt Antonio Chacón ein Honorar von 20 Pesetas, mehr als je zuvor irgendein Flamencosänger erhalten hatte. Silverio und Antonio Chacón waren einander in gegenseitiger Verehrung zugetan. Von Silverio ist folgender Ausspruch über Antonio Chacón überliefert:

«Para hablar de ese señor hay que descubrirse. ¡Es muchísimo mejor que yo!»

„Um über diesen Mann zu sprechen bedarf es der Selbsterkenntnis. Er ist viel viel besser als ich!“

Umgekehrt sagte Antonio Chacón über Silverio:

«¿Pero qué está usted diciendo, señor Marqués? ¡Si yo soy una zapatilla al lado de ese monstruo!»

„Aber was sagen Sie, Marquis? Ich bin ein Pantoffel neben diesem Titanen!“

Gemeinsam mit Francisco Lema Ullet, genannt Fosforito, der im konkurrierenden Café del Burrero sang, prägten die beiden das musikalische Leben Sevillas in jener Zeit.

### Auf der Höhe der Karriere
Im Alter von Mitte 20 zog Chacón nach Madrid um. Im Jahr 1912 nahm er die Stadt als festen Wohnsitz. Man sagt ihm nach, dass er dort die Gesangsform des Caracol erfunden habe. In Wirklichkeit war es aber eher so, dass er diesen fast vergessenen Palo wiederentdeckte und weiterentwickelte. Inzwischen umfasste sein Repertoire fast alle Palos des Flamenco. Auch die Bezeichnung Tiento für den so genannten Palo des Flamenco wird ihm zugeschrieben. Zwar sangen vor ihm schon Enrique el Mellizo und andere Sänger Tientos, aber er habe den Namen aus folgender Strophe abgeleitet, die er häufig sang:
Me tiraste varios tientos

por ver si me blandeabas

y me contraste más firme

que las murallas del alba.
Du hast mir einige Tientos hingeworfen,

um zu sehen, ob ich weich werde,

und hast mich stärker erlebt,

als die Mauern von Alba.
In Madrid wurde er zum Star der Gaststätten und großen, privat organisierten Feiern. Wenn ihm die Stimmung zusagte, konnte er auf einem mehrtägigen Fest Tag und Nacht auftreten und kaum schlafen. José Núñez Meléndez (1887–1980), genannt „Pepe el de la Matrona“, berichtete von einem Fest zum Karneval in Sevilla, das vom Impresario Manuel Cantares bezahlt wurde und bei dem neben Antonio Chacón Juana la Macarrona, Magdalena la Malena, Pastora und Arturo Pavón und andere bekannte Künstler auftraten. Bei aller festlichen Ausgelassenheit galt seine ganze Hingabe der Musik, und er pflegte auch an sein Publikum entsprechende Ansprüche zu stellen. Wenn geschwätzt oder gewitzelt wurde, pflegte er sarkastisch ins Publikum zu fragen: «¿Y los señores saben escuchar?» – „Und die Herrschaften können zuhören?“
Er gilt als bestbezahlter Künstler seiner Zeit in Spanien. Plattenaufnahmen machte etwa 1909 das Unternehmen International Talking Machine. Ihn engagierten hohe Adlige bis hinauf zum Königshaus. Dabei war er äußerst freigiebig und großzügig, lud häufig nach Auftritten seine Gefährten ein und gab denjenigen, die wenig Einkünfte hatten, Teile seines Honorars. In den Jahren kurz vor dem Ersten Weltkrieg wurde Antonio Chacón vom Teatro San Martín in Buenos Aires unter Vertrag genommen.
Bei einem 1922 von Federico García Lorca und Manuel de Falla veranstalteten Flamenco-Wettbewerb übernahm er den Vorsitz. Für den jungen Manuel Ortega Juárez (später als Manolo Caracol bekanntgeworden), dessen Vater mit Chacón befreundet war und von diesem gebeten wurde, den Jungen hierbei mitmachen zu lassen, war dies der Beginn einer großen Karriere.

### Die letzten Jahre
In den letzten Jahren seines Lebens war sein Stil aus der Mode gekommen. Zudem litt er unter einer Lungenkrankheit, die seine Stimme angriff. Den zuvor so gefeierten Don traf nun die Geringschätzung des Publikums, das beispielsweise einen Gesangsvortrag in Jerez mit lautem Missfallen quittierte. In diesem gesundheitlich und finanziell desolaten Zustand erkrankte auch noch seine Lebensgefährtin Anita. Um zu etwas Geld zu kommen, sang er einige Plattenaufnahmen, die erhalten geblieben sind. José Ortega und Enrique el Granaíno schleppten ihn an den Armen zum Plattenstudio. Wenige Tage später, am 21. Januar 1929, starb er.

## Rezeption

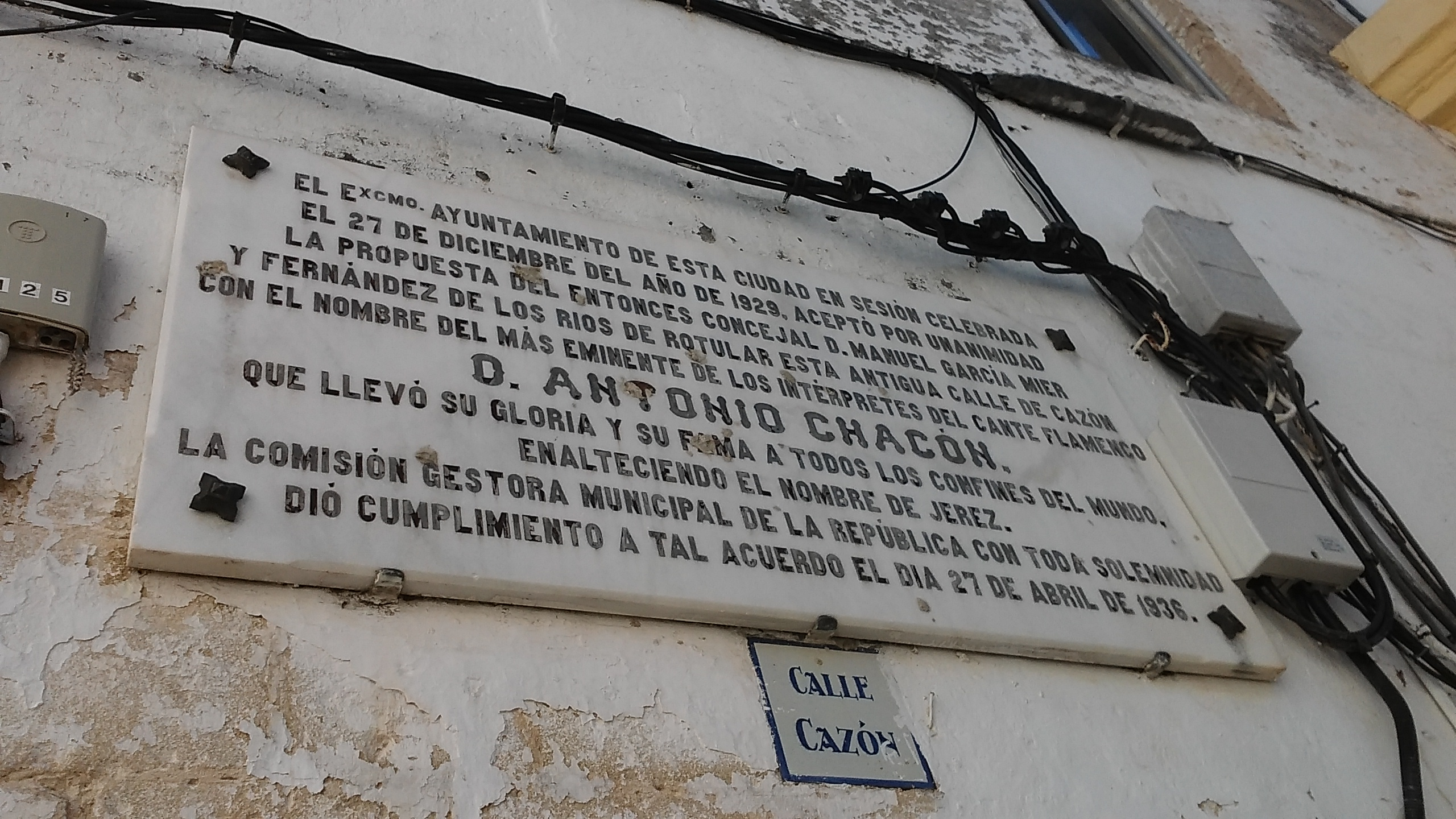
Ehrentafel für Don Antonio Chacón in Jerez

Antonio Chacón gilt als Künstler des Übergangs zwischen der klassischen Periode des Flamenco, der sogenannten Edad de Oro mit den Cafés cantantes, und der theatralischen Periode des aufkommenden 20. Jahrhunderts. Letztere fand schließlich in der Ópera Flamenca, mit Protagonisten wie Pepe Marchena, ihren umstrittenen Höhepunkt.
Er galt als meisterhaft in fast allen Formen des Flamencogesangs. Fernando el de Triana nannte ihn dueño y señor de todos los publicos en España, Herr und Meister eines jeden Publikums in Spanien, und schrieb über ihn:

«… todos, chicos y grandes, frescos y borrachos, estaban cautivados por su incomparable arte, y a malas penas respiraban, por no perder un detalle, ni una nota de su estilo sublime y sentimental, a la vez que raro y desconocido.
Su voz era de una melodía extraordinaria; su modulación facilísima, y tanto las notas graves como las agudas las ejecutaba con una sonoridad encantadora.»

„… alle, jung und alt, nüchtern und betrunken, waren von seiner unvergleichlichen Kunst gefesselt und atmeten kaum, um kein Detail zu verlieren, nicht eine Note seines erhabenen und gefühlvollen, aber seltsamen und ungewohnten Stils.
Seine Stimme hatte eine außergewöhnliche Melodie; ihre Modulation war federleicht, und sowohl die tiefen als auch die hohen Töne sang er mit bezauberndem Wohlklang.“

Vertraut mit dem Liedgut der Bergwerksregionen trug er mit seinem Gitarristen Ramón Montoya zur Entwicklung der sogenannten Cantes mineros bei. Er bereicherte die Cartagenera und verbreitete sie über ganz Spanien. Die größte Anerkennung erwarb er sich durch seine Interpretationen und Erweiterungen der Malagueña und der mit ihr verwandten Gesänge. Die Granaína, die zuvor eine einfache Form des Fandango war, erfand er praktisch neu. Antonio Mairena schrieb über ihn:

«Brillantez, genio creador, innato don de la musicalidad, un oído seguro y un falseto esplendido, todo ello recocido con clarísima intelligencia y buen gusto inimitable, convirtiéronle en el malagueñero por excelencia.»

„Brillanz, schöpferisches Genie, angeborene musikalische Begabung, ein sicheres Ohr und ein grandioses Falsett, all das mit hellem Verstand und unnachahmlich gutem Geschmack eingesetzt, machten ihn zum Sänger der Malagueña par excellence.“

Ferner gab er der Caña ihre endgültige Form. Er erweckte die fast vergessene Milonga wieder zum Leben und machte durch seine Interpretationen weitere aus lateinamerikanischen Gesängen abgeleitete Formen in der Welt des Flamenco populär.
Lediglich bei den Palos, die als ganz besonders typisch für den Gitano-Gesang gelten, billigte man ihm aber nicht ganz das Niveau zu wie bei den übrigen Gesängen. Dies gilt insbesondere für die Bulería und die Seguiriya, wo die Zuhörer die typische Stimmfärbung des Gitano-Sängers erwarten, die Antonio Chacón nicht zu eigen war. Auch die Texte pflegte er in kastilischer Hochsprache vorzutragen und nicht, wie im Flamenco üblich, in andalusischem Dialekt. Er artikulierte madre und del viento und nicht mare und der viento.
In seinem Auftreten im Theater sehen Kritiker eine künstlerische Verarmung sowohl in persönlicher Hinsicht als auch mit Hinblick auf die generelle Entwicklung im Flamenco. Antonio Mairena und Ricardo Molina schrieben:

«Su majestad y su solemnidad, tan encarecidas, alternaron con apropósitos de pretendido color andaluz. No hay más remedio que reconocer que don Antonio permitió la creciente simplificación del cante, llamando la atención sobre algunas de sus facetas más virtuosísticas y públicas.»

„Seine Majestät und kostbare Feierlichkeit wichen vorgeblichem andalusischem Kolorit. Es führt kein Weg am Eingeständnis vorbei, dass Don Antonio die zunehmende Vereinfachung des Gesangs zuließ und die Aufmerksamkeit auf Aspekte übertriebener Virtuosität und öffentlicher Wirkung lenkte.“

Allerdings ist diese strenge Auffassung von der „Reinheit des Flamenco“ ihrerseits umstritten.

## Deutschsprachige Literatur
- Kersten Knipp: Flamenco. Suhrkamp, Frankfurt am Main 2006, ISBN 3-518-45824-8, S. 69–78, 83 f., 111 f. und 136–138.

## Spanische Literatur
- José Blas Vega: Vida y cante de Don Antonio Chacón. La Edad de Oro del Flamenco (1869–1929). Córdoba Area de Cultura, Córdoba 1986, ISBN 978-84505-3391-0; Neudruck: Cinterco, Madrid 1990.